# Anachrostis rufula
Anachrostis rufula là một loài bướm đêm trong họ Noctuidae.